# Memfis
Memfis (arapski: ممفس‎; grčki: Μέμφις) je bio egipatska prijestoljnica u doba Stare države od njenog osnutka sve do oko 1300 pr. Kr. Njegovo drevno egipatsko ime bilo je Ineb Hedj ("Bijele zidine"), dok je naziv Memfis grčka izvedenica koja vuče korijen od piramide Men-nefer koju je izgradio Pepi I. iz VI. dinastije. Njegove ruševine se nalaze 19 km južno od Kaira, na strateškom položaju zapadne obale početka Delte Nila, dok se u blizini nalazi moderni grad Helwan. 
Povjesničar Tertius Chandler tvrdio je kako je Memfis bio najveći grad na svijetu od svog osnivanja do oko 2250. pr. Kr., te zatim ponovo u razdoblju od 1557. do 1400. pr. Kr. Egipatski povjesničar Maneton iz helenističkog doba za Memfis je koristio naziv Hi-Ku-P'tah ("Mjesto boga Ptah") koje se na grčkom pisao kao Aί γυ πτoς (Ai-gu-ptos) od čega potječe latinska riječ „Aegyptvs“, odnosno izraz za moderni Egipat. U Bibliji se Memfis naziva Moph ili Noph.
Memfis je ostao važnim gradom tijekom cijele drevne povijesti Sredozemlja, i prepun je ostataka egipatskih građevina. Zbog toga je 1979. godine upisan na UNESCO-ov popis mjesta svjetske baštine u Africi, zajedno s pripadajućom nekropolom u Sakari i piramidama u Gizi.

## Povijest
Grad je, prema Manetonu, osnovan oko 3100. pr. Kr. u doba Menesa iz Tanisa, prvog faraona koji je ujedinio dva egipatska kraljevstva. Memfis je tada imao oko 30.000 stanovnika, što ga je činilo jednim od najvećih naselja tog vremena. Njegova luka Peru-nefer je bila mjesto mnogih radionica, tvornica i skladišta iz koje se cijeli Egipat snabdijevao hranom i drugim potrepštinama. 
Vrhunac je dosegnut pod VI. dinastijom, kada je Memfis bio središte razmjene, trgovine i kulta bog-stvoritelja, Ptah. Tada je izgrađen veliki hram Hut-ka-Ptah ("Dvorac ka od Ptah"), koji je zahvaljujući stoljećima štovanja bio jedan od tri najveća egipatska hrama, uz Horusov hram u Heliopolisu i Amonov hram u Tebi. Grčki prijevod imena ovog hrama je Aί γυ πτoς (Ai-gy-ptos) te Meaneton vjeruje kako je to izvor imena cijele države Egipta. Prema povjesničaru T. Chandleru, Memfis je tada imao oko 30,000 stanovnika, što ga čini najvećim gradom na svijetu od 2250. pr. Kr. do oko 1400. pr. Kr. Značaj mu opada nakon što se pod XVIII. dinastijom uzdiže grad Teba, a potpuno gubi značaj u vrijeme helenizma i procvatom obalne prijestolnice Aleksandrije.
Ponovni procvat grad doživljava pod vladavinom perzijskih satrapa, no ponovo gubi na značaju u 4. stoljeću pr. Kr. nakon osnivanja Aleksandrije, koja je zadržala status najvažnijeg grada i u rimsko doba. Memfis je ostao drugi najznačajniji grad Egipta sve do uspostavljanja Al Fustata (koji je danas samo četvrt Kaira) 641. godine. Nakon toga, grad biva uglavnom napušten a njegovi kameni ostaci postali su izvorom građevinskog materijala za obližnja naselja. 
Danas je veliki arheološki lokalitet i muzej na otvorenom koji privlači brojne turiste svojim znamenitostima.

## Znamenitosti
Ostaci hrama božanstava Ptah i Apisa i nekoliko skulptura iskopani su na nalazištu, uključujući dva visoka kipa od 4 m (slika desno gore), te golemi lik Ramzesa II. visok 10 m. 
Nekropola Saqqara se nalazi u blizini Memfisa, najpoznatija po najstarijoj egipatskoj piramidi, stepenastoj piramidi faraona Džosera.
- Ramzes II. okružen Ptahom i Sekhmetom
- Sfinga ispred Ptahovog hrama
- Veliki svećenik Ptaha, Šešonk
- Radnik čisti kolosalnu skulpturu Ramzesa II.
- Ostaci hrama božice Hator iz vremena Ramzesa II.
- Ostaci Apriesove palače (6. st. pr. Kr.)

## Vanjske poveznice
- Teologija - Memfis
- Lokacija Memfisa (Windows Live Local)
- Memfis (enciklopedija Britannica)